# Taiaro
Taiaro is een atol dat administratief behoort tot de gemeente Fakarava  in het midden van de Tuamotu archipel in Frans-Polynesië, in de Grote Oceaan. Sinds 1977 is dit atol, samen met zes andere atollen van de gemeente Fakarava aangewezen als Biosfeerreservaat.
Dit atol ligt 45 km ten oosten van het atol Fakarava, het dichtst bijzijnde eiland. Taiaro ligt 530 km van Tahiti. Het atol is ovaalvormig met een lengte van 5,7 km en een breedte van 3,7 km. Het landoppervlak is 6 km2 en het wateroppervlak van de lagune is 12 km2 Er is geen bevaarbare doorgang naar zee.

## Beschrijving

### Geschiedenis en bewoning
De eerste Europeaan die melding maakt van het eiland is kapitein Robert FitzRoy tijdens de tweede reis met de Beagle (waar Charles Darwin aan deelnam ) op 13 november 1835. Het was het laatste eiland van de archipel dat hij in kaart bracht. Daarna bezochten meer ontdekkingsreizigers, onder andere Charles Wilkes het eiland. Wilkes noemde het in 1839  King's Island. 
In de negentiende eeuw werd het eiland Frans territoriaal bezit. Er woonde toen ongeveer 15 mensen. Volgens de bevolkingsstatistiek uit 2017 wonen er nu 2 mensen. Het eiland is privébezit van W. A. Robinson.

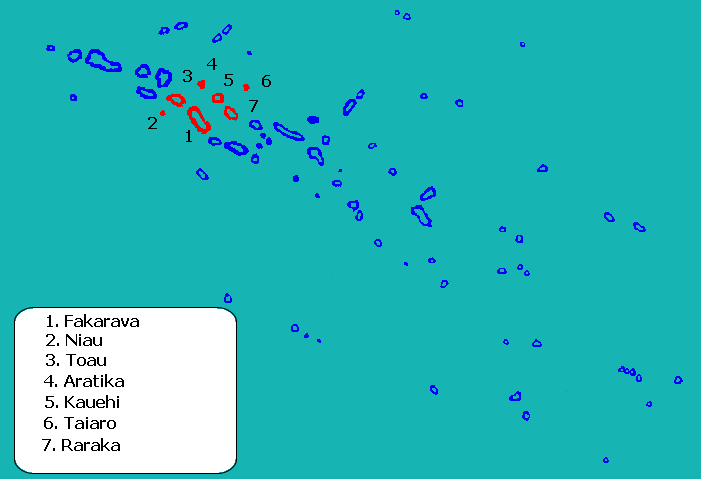
Positie van Taiaro (6) binnen de Tuamotueilanden

### Ecologie
Het eiland is een biosfeerreservaat. Op het eiland zijn 23 inheemse soorten planten, naast plantages van de kokospalm. In de lagune komen 50 verschillende soorten vis voor.
Er zijn 40 verschillende vogelsoorten waaronder zeven vogelsoorten van de Rode Lijst van de IUCN voorkomen waaronder de met uitsterven bedreigde phoenixstormvogel (Pterodroma alba) en de endemische tuamotujufferduif (Ptilinopus coralensis).